# 玛丽安娜·乌加尔德
玛丽安娜·乌加尔德（西班牙語：Mariana Ugalde，1993年1月7日—），墨西哥女子羽毛球運動員。

## 簡歷
2015年5月，玛丽安娜·乌加尔德出戰千里達及托巴哥國際賽，與辛西娅·冈萨雷斯合作奪得女子雙打比賽亞軍。同年9月，二人又在墨西哥國際賽奪得亞軍。

## 主要比賽成績
只列出曾進入準決賽的國際賽事成績：
| 年份   | 賽事                       | 公開賽級別 | 項目     | 拍檔              | 成績   |
| ------ | -------------------------- | ---------- | -------- | ----------------- | ------ |
| 2008年 | 泛美洲青年羽毛球錦標賽     | 其他       | 混合團體 | －                | 亞軍   |
| 2010年 | 墨西哥羽毛球國際賽         | 未來系列賽 | 女子單打 | －                | 亞軍   |
| 2010年 | 墨西哥羽毛球國際賽         | 未來系列賽 | 女子雙打 | 哈拉玛拉·盖坦     | 準決賽 |
| 2010年 | 墨西哥羽毛球國際賽         | 未來系列賽 | 混合雙打 | 约布·卡斯蒂略     | 準決賽 |
| 2011年 | 泛美洲青年羽毛球錦標賽     | 其他       | 女子單打 | －                | 冠軍   |
| 2011年 | 墨西哥羽毛球國際賽         | 國際系列賽 | 女子單打 | －                | 準決賽 |
| 2011年 | 墨西哥羽毛球國際賽         | 國際系列賽 | 女子雙打 | Nydia Gonzalez    | 準決賽 |
| 2014年 | 阿根廷羽毛球國際賽         | 國際系列賽 | 女子雙打 | 辛西娅·冈萨雷斯   | 準決賽 |
| 2014年 | 墨西哥羽毛球國際賽         | 國際系列賽 | 女子單打 | －                | 準決賽 |
| 2014年 | 墨西哥羽毛球國際賽         | 國際系列賽 | 女子雙打 | 辛西娅·冈萨雷斯   | 冠軍   |
| 2015年 | 千里達及托巴哥羽毛球國際賽 | 國際系列賽 | 女子雙打 | 辛西娅·冈萨雷斯   | 亞軍   |
| 2015年 | 墨西哥羽毛球國際賽         | 國際系列賽 | 女子雙打 | 辛西娅·冈萨雷斯   | 亞軍   |
| 2015年 | 哥倫比亞羽毛球國際賽       | 國際系列賽 | 女子單打 | －                | 準決賽 |
| 2015年 | 阿根廷羽毛球國際賽         | 國際系列賽 | 混合雙打 | 比约恩·赛根       | 準決賽 |
| 2015年 | 波多黎各羽毛球國際系列賽   | 國際系列賽 | 混合雙打 | 阿图罗·埃尔南德斯 | 準決賽 |
| 2016年 | 美國羽毛球國際賽           | 國際系列賽 | 混合雙打 | 比约恩·赛根       | 準決賽 |
| 2016年 | 牙買加羽毛球國際賽         | 國際系列賽 | 女子單打 | －                | 準決賽 |
| 2016年 | 牙買加羽毛球國際賽         | 國際系列賽 | 混合雙打 | 比约恩·赛根       | 亞軍   |
| 2016年 | 吉拉爾迪拉羽毛球賽         | 國際系列賽 | 混合雙打 | 比约恩·赛根       | 亞軍   |
| 2016年 | 墨西哥羽毛球國際賽         | 國際系列賽 | 女子單打 | －                | 亞軍   |
| 2016年 | 墨西哥羽毛球國際賽         | 國際系列賽 | 女子雙打 | 辛西娅·冈萨雷斯   | 冠軍   |
| 2016年 | 墨西哥羽毛球國際賽         | 國際系列賽 | 混合雙打 | 阿图罗·埃尔南德斯 | 亞軍   |
| 2017年 | 吉拉爾迪拉羽毛球賽         | 國際系列賽 | 女子單打 | －                | 亞軍   |
| 2017年 | 吉拉爾迪拉羽毛球賽         | 國際系列賽 | 女子雙打 | 劳拉·萨罗西       | 冠軍   |
| 2017年 | 泛美洲羽毛球錦標賽         | 其他       | 女子單打 | －                | 季軍   |
| 2019年 | 吉拉爾迪拉羽毛球賽         | 未來系列賽 | 女子單打 | －                | 準決賽 |
| 2019年 | 墨西哥羽毛球未來系列賽     | 未來系列賽 | 女子單打 | －                | 亞軍   |
| 2019年 | 墨西哥羽毛球未來系列賽     | 未來系列賽 | 混合雙打 | 阿图罗·埃尔南德斯 | 準決賽 |

| 2007-2017年 | 首要超級賽 | 超級賽 | 黃金大獎賽 | 大獎賽 | 國際挑戰賽 | 國際系列賽 | 未來系列賽 | 其他 |

| 2018-2026年 | 總決賽 | 超級1000賽 | 超級750賽 | 超級500賽 | 超級300賽 | 超級100賽 | 國際挑戰賽 | 國際系列賽 | 未來系列賽 | 其他 |